# Kathlyn Williams
Kathleen Mabel Williams, connue sous le nom de scène Kathlyn Williams (née le 31 mai 1879 à Butte, Montana, aux États-Unis et morte le 23 septembre 1960  d'une crise cardiaque[réf. nécessaire] à Hollywood, en Californie) est une actrice, scénariste et réalisatrice américaine.

## Biographie
Kathleen Mabel Williams est née le 31 mai 1879 à Butte, dans le Montana, seule enfant de Joseph Edwin « Frank » Williams, propriétaire d'une pension de famille, et Mary C. Boe (1846-1908) d'origine galloise et norvégienne. Certaines sources indiquent qu'elle serait née en 1885 ou 1888, mais elle figure bien sur le recensement de 1880 aux États-Unis comme étant âgée d'un an au 1er juin 1880. Encore adolescente, elle perd son père vers 1894 et sa mère se remarie en 1895, mais divorce l'année suivante.
Dans sa jeunesse, Kathlyn Williams montre un intérêt précoce pour devenir actrice et fait ses débuts dans une troupe de théâtre amateur. Elle rejoint également le Woman's Relief Corps (en), ce qui lui a permis de mettre en valeur ses qualités vocales lors de récitals locaux. Bien qu'elle ait été reconnue comme possédant une voix intéressante, qui lui aurait permis d'envisager de devenir chanteuse, devenir actrice restait son objectif principal. Elle étudie à la Montana Wesleyan University (maintenant Rocky Mountain College (en)) à Helena à la fin des années 1890. En mai 1899, elle interprète The Gypsy Flower Girl lors du concours annuel de la Wesleyan University. Le 29 mai 1900, elle reçoit une médaille d'or pour son interprétation de Old Mother Goose au concours de déclamation de son université. Elle obtient son diplôme en 1901.
Pour joindre les deux bouts, sa mère se procurait des revenus complémentaires en louant des maisons à proximité de Centerville. Sa famille ayant des moyens limités, Kathlyn a dû compter sur l'aide des autres pour payer ses études. Sa vocation et son talent ayant attiré l'attention de William A. Clark, un riche industriel et homme politique du Montana, celui-ci l'a aidée à financer ses études et ses cours de théâtre . Il a payé ses frais de scolarité à la Sargent School of Acting, mieux connu comme l'American Academy of Dramatic Art à New York.

## Filmographie

### Comme actrice

#### Années 1900
- 1908 : On Thanksgiving Day
- 1909 : Amour et Politique (The Politician's Love Story) de D. W. Griffith : Extra
- 1909 : Lines of White on a Sullen Sea : Extra

#### Années 1910
- 1910 : Taming Wild Animals
- 1910 : Gold Is Not All : Tomm's Mistress
- 1910 : A Romance of the Western Hills : Second Woman
- 1910 : Thou Shalt Not : The Actress
- 1910 : The Fire Chief's Daughter
- 1910 : Mazeppa, or the Wild Horse of Tartary
- 1910 : Dora Thorne : Dora Thorne
- 1910 : Blasted Hopes
- 1910 : The Merry Wives of Windsor
- 1910 : The Queen of Hearts
- 1911 : Wheels of Justice
- 1911 : Busy Day at the Selig General Office
- 1911 : The Curse of the Redman
- 1911 : The Survival of the Fittest
- 1911 : The Man from the East
- 1911 : 1861
- 1911 : The Witch of the Everglades
- 1911 : In Old California When the Gringos Came
- 1911 : Back to the Primitive
- 1911 : Jim and Joe
- 1911 : The Rose of Old St. Augustine : Dolores, the Rose of St. Augustine
- 1911 : Ten Nights in a Bar Room
- 1911 : The Ne'er Do Well
- 1911 : Captain Kate : Captain Kate
- 1911 : Jealous George
- 1911 : Life on the Border : The Pioneer Wife
- 1911 : The Totem Mark : (unconfirmed)
- 1911 : Dad's Girls : Rose
- 1911 : The Wheels of Justice
- 1911 : The Two Orphans d'Otis Turner et Francis Boggs : Henriette (orphan)
- 1911 : Maud Muller : Maud Muller
- 1911 : How They Stopped the Run on the Bank
- 1911 : Lost in the Jungle : Meta Kruga
- 1911 : The Inner Mind : The Maid
- 1911 : Getting Married
- 1911 : Paid Back
- 1912 : The Prosecuting Attorney
- 1912 : The Horseshoe
- 1912 : When Memory Calls
- 1912 : The Brotherhood of Man de Frank Beal
- 1912 : Sons of the North Woods
- 1912 : Driftwood de Otis Thayer
- 1912 : When the Heart Rules
- 1912 : The Devil, the Servant and the Man
- 1912 : The Coming of Columbus
- 1912 : The Stronger Mind
- 1912 : The Turning Point
- 1912 : The Girl with the Lantern
- 1912 : The Adopted Son
- 1912 : On the Trail of the Germs
- 1912 : An Unexpected Fortune
- 1912 : The Girl at the Cupola : Jessie
- 1912 : As the Fates Decree
- 1912 : The House of His Master de Lem B. Parker : Mrs. Robert Stern
- 1912 : Harbor Island de Lem B. Parker : Isabel Arieno
- 1913 : The Tide of Destiny de Lem B. Parker
- 1913 : The Love of Penelope
- 1913 : I Hear Her Calling Me (from the Heart of Africa)
- 1913 : The Lipton Cup: Introducing Sir Thomas Lipton de Lem B. Parker
- 1913 : A Little Child Shall Lead Them : Helen Brant
- 1913 : The Governor's Daughter de Lem B. Parker
- 1913 : The Artist and the Brute
- 1913 : Two Men and a Woman de Lem B. Parker : Carrie Conrad, The Woman
- 1913 : With Love's Eyes de Lem B. Parker : Virginia, la fille
- 1913 : A Wise Old Elephant
- 1913 : The Burglar Who Robbed Death de Lem B. Parker
- 1913 : Their Stepmother
- 1913 : A Welded Friendship : Mary Wilton / Violet Trevor
- 1913 : Lieutenant Jones de Lem B. Parker
- 1913 : The Stolen Melody de Lem B. Parker
- 1913 : The Girl and the Judge de Lem B. Parker : The Girl
- 1913 : Woman: Past and Present de Lem B. Parker : Miss America
- 1913 : Mrs. Hilton's Jewels : Mrs. Hilton
- 1913 : The Tree and the Chaff de Lem B. Parker
- 1913 : Man and His Other Self
- 1913 : The Mansion of Misery de Lem B. Parker
- 1913 : The Flight of the Crow
- 1913 : The Child of the Sea de Lem B. Parker
- 1913 : Two Too Many
- 1913 : The Young Mrs. Eames : Mrs. Dorris Eames
- 1913 : Thor, Lord of the Jungles
- 1913 : In the Midst of the Jungle
- 1913 : The Adventures of Kathlyn : Kathlyn Hare
- 1914 : The Spoilers, de Colin Campbell : Cherry Malotte
- 1914 : The Leopard's Foundling
- 1914 : Caryl of the Mountains de Tom Santschi
- 1914 : A Woman Laughs
- 1914 : In Tune with the Wild
- 1914 : The Speck on the Wall
- 1914 : Chip of the Flying U : Della, the 'Little Doctor'
- 1914 : Hearts and Masks
- 1914 : The Woman of It
- 1914 : The Tragedy That Lived
- 1914 : The Losing Fight
- 1914 : Her Sacrifice
- 1914 : The Story of the Blood Red Rose : Godiva
- 1914 : The Lady or the Tigers
- 1914 : Till Death Us Do Part
- 1914 : The Flower of Faith
- 1914 : The Lonesome Trail
- 1915 : The Vision of the Shepherd
- 1915 : The Carpet from Bagdad : Fortuna Chedsoye
- 1915 : The Rosary : Vera Wallace
- 1915 : Ebb Tide
- 1915 : The Strange Case of Talmai Lind
- 1915 : A Sultana of the Desert
- 1915 : Sweet Alyssum : Daisy Brooks
- 1915 : The Coquette's Awakening de Frank Beal : The Flirt
- 1916 : Sweet Lady Peggy
- 1916 : Thou Shalt Not Covet : My Neighbor's Wife
- 1916 : L'Orchidée noire
- 1916 : The Adventures of Kathlyn : Kathlyn Hare
- 1916 : Number 13, Westbound
- 1916 : The Ne'er Do Well : Mrs. Edith Cortlandt
- 1916 : The Devil, the Servant and the Man
- 1916 : The Temptation of Adam
- 1916 : Into the Primitive : Jennie Leslie
- 1916 : The Valiants of Virginia : Shirley Dandridge
- 1916 : The Return
- 1916 : The Brand of Cain
- 1916 : Redeeming Love : Naomi Sterling
- 1917 : The Voice That Led Him
- 1917 : A Man, a Girl, and a Lion
- 1917 : Out of the Wreck : Agnes Aldrich
- 1917 : The Cost of Hatred : Elsie Graves / Sarita Graves
- 1917 : The Highway of Hope : Lonely Lou
- 1917 : Big Timber : Stella Benton
- 1917 : The African Jungle
- 1917 : Pioneer Days
- 1918 : The Things We Love : Margaret Kenwood
- 1918 : The Whispering Chorus de Cecil B. DeMille : Jane Tremble
- 1918 : We Can't Have Everything : Charity Coe Cheever
- 1919 : Les Deux Mères (A Girl Named Mary) de Walter Edwards : Mrs. Jaffrey
- 1919 : The Better Wife : Lady Beverly
- 1919 : Her Purchase Price : Diana Vane
- 1919 : La Sacrifiée (Her Kingdom of Dreams), de Marshall Neilan : Penelope Warren

#### Années 1920
- 1920 : Just a Wife : Eleanor Lathrop
- 1920 : The Tree of Knowledge : Belle
- 1920 : The Prince Chap : Alice Travers
- 1920 : Conrad in Quest of His Youth : Mrs. Adaile
- 1920 : The U.P. Trail : 'Beauty' Stanton
- 1921 : Le Fruit défendu (Forbidden Fruit) : Mrs. Mallory
- 1921 : Hush : Isabel Dane
- 1921 : A Private Scandal : Carol Lawton
- 1921 : Everything for Sale : Mrs. Wainwright
- 1921 : Morals : Judith Mainwaring
- 1921 : A Man's Home : Frances Osborn
- 1921 : A Virginia Courtship : Constance Llewellyn
- 1922 : L'Accordeur (Clarence) de William C. de Mille : Mrs. Wheeler
- 1923 : The World's Applause : Elsa Townsend
- 1923 : Trimmed in Scarlet : Cordelia Ebbing / Madame de laFleur
- 1923 : Broadway Gold : Jean Valjean
- 1923 : La Danseuse espagnole (The Spanish Dancer) de Herbert Brenon : Queen Isabel of Bourbon
- 1924 : When a Girl Loves : Helen, Michael's Wife
- 1924 : Wanderer of the Wasteland : Magdalene Virey
- 1924 : The Enemy Sex (en) de James Cruze : Mrs. Massingale
- 1924 : Les Solitaires (Single Wives) de George Archainbaud : Dorothy Van Clark
- 1924 : The City That Never Sleeps (en) de James Cruze : Mrs. Kendall
- 1924 : The Painted Flapper : Isabel Whitney
- 1925 : Locked Doors : Laura Carter
- 1925 : Le Fils prodigue (The Wanderer) : Huldah
- 1925 : The Best People de Sidney Olcott : Mme Lenox
- 1927 : Sally in Our Alley : Mrs. Gordon Mansfield
- 1928 : L'Âme d'une nation (We Americans), d'Edward Sloman : Mrs. Bradleigh
- 1928 : Honeymoon Flats : Mrs. Garland
- 1928 : Les Nouvelles Vierges (Our dancing daughters), de Harry Beaumont : La mère d'Ann
- 1929 : Le Martyr imaginaire (A Single Man) : Mrs. Cottrell
- 1929 : Her Husband's Women
- 1929 : Le Droit d'aimer (The Single Standard), de John Stuart Robertson : Mrs. Glendenning
- 1929 : Wedding Rings : Agatha

#### Années 1930

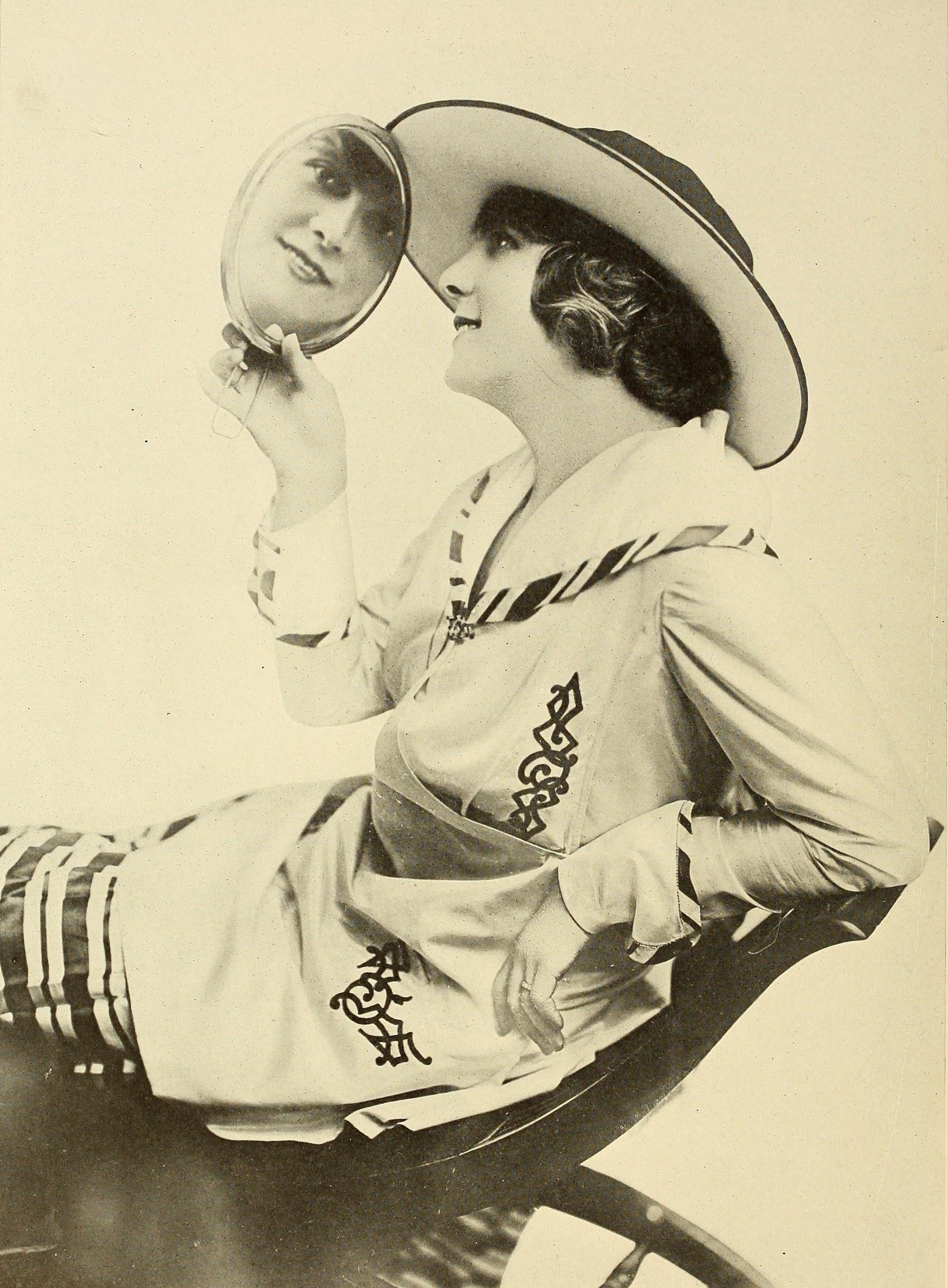
Kathlyn Williams en 1917

- 1930 : Road to Paradise : Mrs. Wells
- 1931 : Papa longues jambes d'Alfred Santell : Mrs. Pendleton
- 1932 : Unholy Love : Mrs. Bradford
- 1933 : La Boule rouge (Blood Money) de Rowland Brown : Nightclub woman wearing monocle
- 1935 : Rendezvous at Midnight : Angela

### Comme scénariste
- 1912 : The Last Dance
- 1913 : The Young Mrs. Eames
- 1914 : The Leopard's Foundling
- 1915 : The Strange Case of Talmai Lind
- 1915 : A Sultana of the Desert

### Comme réalisatrice
- 1912 : The Last Dance
- 1914 : The Leopard's Foundling